# Mark Webb
Mark S. Webb (Filadelfia, 10 settembre 1998) è un giocatore di football americano canadese che milita nel ruolo di safety.

## Carriera

### Los Angeles Chargers
Webb al college giocò a football a Georgia. Fu scelto nel corso del settimo giro (241º assoluto) nel Draft NFL 2021 dai Los Angeles Chargers. Nella sua stagione da rookie disputò 7 partite con 3 tackle prima di venire inserito in lista infortunati il 26 novembre. Il 15 novembre 2023 fu svincolato.